# 막대빵
막대빵(이탈리아어: grissino 그리시노[*])은 이탈리아 토리노 지방의 길쭉한 빵이다. 보통 연필 정도의 길이이다. 막대빵은 1679년 토리노의 한 제빵사에 의해서 만들어졌다.
막대빵은 많은 곳에서 전채로 제공된다. 종종 프로슈토와 같은 육류가 곁들여지기도 한다.
막대빵은 주로 아메리카, 유럽에서 소비된다. 아시아의 일부 지방에서도 많은 막대빵이 소비된다.

## 같이 보기
- 바게트
- 전채